# Изопштење
Изопштење или екскомуникација (лат. еxcommunicatio) је вишезначни појам који у најширем смислу означава одлуку неке заједнице или организације да изопштеном појединцу (или изопштеној групи) привремено или трајно ограничи или ускрати право на чланску припадност и учешће у заједничким активностима. У случају трајног и потпуног изопштења, по правилу долази до прекида свих дотадашњих веза између дотичне заједнице, односно организације и изопштеног појединца или групе.

## Хришћанство
Током историје хришћанства, црквене власти су примењивале два основна облика изопштења, односно одлучења:
- Изопштење из евхаристијске заједнице, познато као обично одлучење (грч. αφορισμός) или мало изопштење (лат. еxcommunicatio minor) подразумева одлучење од причешћа, а може бити проширено и на потпуну забрану присуства литургији, па и на забрану приступа самом црквеном здању. У случају када се ове мере изричу свештенику, подразумева се да је исти одлучен и од саслужења, пошто се ставља под забрану вршења свештеничке службе. Изопштење из евхаристијске заједнице (одлучење од причешћа) се по правилу изриче као привремена мера којом се починилац неког мањег или средњег црквеног преступа наводи на спознају своје грешке путем искреног покајања, након чега следи и ублажавање или укидање поменуте мере.
- Изопштење из црквене заједнице, познато као коначно одлучење (грч. παντελής αφορισμός) или велико изопштење (лат. еxcommunicatio maior), односно анатема (грч. ανάθεμα), представља потпуно изопштење из цркве. По својој тежини и последицама, изопштење из црквене заједнице (одлучење од цркве) је далеко строжа мера, која се изриче као казна за тешке преступе против вере и цркве (јерес, апостазија, идолатрија), услед чега се преступник искључује из црквене заједнице.